# Вянскя, Осмо
Осмо Вя́нскя (фин. Osmo Vänskä; род. 28 февраля 1953, Сяаминки, Финляндия) — финский дирижёр. 

## Биография и творчество
Окончил Академию Сибелиуса (Хельсинки) как кларнетист. Стажировался как кларнетист в Берлине у Карла Ляйстера. В 1971–76 кларнетист в филармоническом оркестре Турку, в 1977-82 гг. — первый кларнет Филармонического оркестра Хельсинки. В 1979 окончил Академию Сибелиуса как дирижёр (класс Йормы Панулы). Первая премия на Международного конкурса молодых дирижёров в Безансоне (1982). 
В 1988-2008 гг. — главный дирижёр симфонического оркестра г. Лахти (Финляндия). С 2003 — главный дирижёр оркестра шт. Миннесота (США), с которым неоднократно гастролировал в Европе (в том числе, в родной Финляндии). Одновременно руководил и другими оркестрами: в 1993-1996 — Исландским симфоническим, в 1996-2002 гг. — Шотландским симфоническим. В качестве приглашённого дирижёра выступал с ведущими европейскими и американскими симфоническими оркестрами.
Известен как активный пропагандист финской музыки. Исполнял в концертах и записал на CD все оркестровые сочинения Я. Сибелиуса: в 1995-97 гг. симфонии, в 1995-2007 гг. — многочисленные симфонические поэмы и сюиты, а также музыку финских композиторов К, Ахо, У. Клами, Й. Кокконена, Э. Раутаваара. Среди других аудиозаписей Вянскя — все симфонии К. Нильсена и Л. ван Бетховена. В 2017 г. начал большой проект аудиозаписи оркестровой музыки Г. Малера.

## Признание
Неоднократно получал премии фирмы «Граммофон». Почетный доктор университета в Глазго. В США назван «дирижёром 2005 года». Премия «Грэмми» (2014).